# Katalin Juhászová
Katalin Juhászová, provdaná Katalin Tóthová (* 24. listopadu 1932 Hódmezővásárhely, Maďarsko), je bývalá maďarská sportovní šermířka, která se specializovala na šerm fleretem.
Maďarsko reprezentovala v padesátých a šedesátých letech. Na přelomu padesátých a šedesátých let závodila pod jménem Etelka Nagyová-Juhászová. Na olympijských hrách startovala v roce 1960 a 1964 v soutěži jednotlivkyň a družstev. V roce 1962 a 1963 obsadila třetí místo na mistrovství světa v soutěži jednotlivkyň. S maďarským družstvem fleretistek vybojovala na olympijských hrách zlatou (1964) a stříbrnou (1960) olympijskou medaili. V roce 1959, 1962 a 1967 vybojovala s družstvem titul mistryň světa.